# Schievenin
Schievenin (Sćevenìn in veneto) è una frazione del comune di Setteville, in provincia di Belluno.
Si trova circa a metà della valle omonima, solcata dal torrente Tegorzo. Non costituisce un centro unitario poiché gli abitanti si distribuiscono in varie borgate e case sparse: alla Schievenin vera e propria, ubicata in riva al torrente Tegorzo, si aggiungono Borgo Chiesa, in posizione più sopraelevata (vi sorgono la parrocchiale e il museo), Borgo Falladén, all'inizio dell'omonima valle, Borgo Spezia, lungo la strada che va da Schievenin a Borgo Chiesa (sede della ex scuola elementare), Borgo Castel Prada, verso la fine della valle di Prada.

## Storia
Secondo Graziadio Ascoli il toponimo potrebbe derivare da una variante dialettale del personale Eustachio, ma sembra più verosimile l'ipotesi di Angelico Prati che lo mette in relazione al personale Stefano (o, meglio, al diminutivo Stefanino).

## Monumenti e luoghi d'interesse

### Chiesa parrocchiale
Nel Settecento i parroci di Quero e Alano di Piave, cui competeva la cura delle anime della valle, avevano chiesto al vescovo di Padova il permesso di erigere un oratorio per le esigenze religiose degli abitanti. Una chiesetta intitolata a santa Maria e a santo Stefano protomartire fu tuttavia realizzata solo nel 1850. Nel 1895 i fedeli ottennero anche un sacerdote stabile e Schievenin divenne curazia dipendente da Quero. Nel 1929 fu eretta in curazia autonoma e nel 1949 in parrocchia, scorporandone il territorio da Quero e da Campo.
L'attuale edificio è il risultato di una ricostruzione risalente al 1924.

### Sezione naturalistica di Schievenin
Nel 1975 l'allora parroco don Vittorio Vedova allestì un piccolo museo a partire da una collezione di materiale naturalistico, frutto delle donazioni dei paesani migranti. Nel 1984 il sacerdote concesse la mostra al Museo di Storia Naturale ed archeologia di Montebelluna, a patto che essa rimanesse nel paese.
La sezione di Schievenin raccoglie reperti di geologia, paleontologia e zoologia e, pur essendo di modeste dimensioni, rappresenta di fatto un museo diffuso, punto di partenza per percorsi tematici che si snodano nella valle.
A Schievenin ci sono 32 monoliti per l'arrampicata sportiva.